# Pertti Purhonen
Pertti Ilmari Purhonen (Helsinki, 14 giugno 1942 – Porvoo, 5 febbraio 2011) è stato un pugile finlandese.

## Palmarès

### Olimpiadi
- Bronzo a Tokyo 1964 nei pesi welter.